# 서파푸아 연합해방운동

서파푸아 연합해방운동(United Liberation Movement for West Papua, ULMWP)은 서뉴기니의 해방을 위한 자유 파푸아 운동을 벌이는 3개 단체가 통합하여 출범한 단체이다. 의장은 베니 웬다이다.

## 같이 보기
- 베니 웬다